# Glenea itzingeri
Glenea itzingeri là một loài bọ cánh cứng trong họ Cerambycidae.